# Clumsy (canción)
«Clumsy» es la canción de la banda Our Lady Peace. lanzado como el segundo sencillo de su segundo álbum Clumsy. Fue uno de sus sencillos más exitosos, alcanzando el puesto # 1 en la lista de sencillos de Canadá. La canción también se convirtió en un gran éxito en los Estados Unidos de alcanzar el Billboard top ten de la carta de rock moderno alcanzando el número 5 y el restante en la lista de los 10 más populares de 15 semanas consecutivas.

## Vídeo musical
El video de "Clumsy" fue filmado el 18 de marzo de 1997, y fue dirigida por Matt Mahurin. Cuenta con un adolescente en su habitación filmada en un verde sepia -tone. Al entrar en la habitación, se quita la puerta de la pared (dejando un espacio en blanco) y lo tira por la ventana; A continuación, toma la ventana (que también deja un espacio en blanco en la pared) y lo mete debajo de su cama. El niño entonces golpea accidentalmente en un vaso de agua, que desemboca sin cesar en su habitación, inundándolo. En el último momento, el chico toma una respiración gigante y nada hacia abajo, eliminando la ventana de debajo de su cama, nadando a través de la seguridad. A diferencia de otros sencillos, "Clumsy" tenía un solo video musical internacional.

## Listado de canciones

### Radio Promo sencillo
Columbia CSK 2935
1. «Clumsy» (Edit) - 3:52
2. «Clumsy» - 4:28

### European CD Single
Epic EPC 665131 2
1. «Clumsy» - 4:28
2. «Clumsy» (Power versión acústica) - 4:00
3. «Superman's Dead» (Acústico)

## Posicionamiento
| Listas (1997)                           | Posición |
| --------------------------------------- | -------- |
| Canadian RPM Top Singles                | 1        |
| Canadian RPM Alternative Top 30         | 1        |
| US Billboard Radio Songs                | 59       |
| US Billboard Hot Mainstream Rock Tracks | 13       |
| US Billboard Hot Modern Rock Tracks     | 5        |

### Listas fin de año
| Lista (1997)               | Posición |
| -------------------------- | -------- |
| Canadian RPM Singles Chart | 14       |

| Lista (1998)                        | Posición |
| ----------------------------------- | -------- |
| US Billboard Hot Modern Rock Tracks | 12       |